# ميك جولد
ميك جولد (بالإنجليزية: Mick Gold)‏ هو صحفي بريطاني، ولد في 7 أغسطس 1947 في لندن في المملكة المتحدة.

## وصلات خارجية
- ميك جولد على موقع IMDb (الإنجليزية)
- ميك جولد على موقع ميوزك برينز (الإنجليزية)
- ميك جولد على موقع قاعدة بيانات الفيلم (الإنجليزية)